# 精神障碍列表
根据美国《精神疾病诊断与统计手册》第四版，美国精神医学学会对现有精神疾病进行分类，其包括四百种疾病。另外，联合国世界卫生组织的《国际疾病与相关健康问题统计分类》也被广泛运用于治疗精神疾病及行为障碍。精神病学家及相关领域的专家质疑这种精神疾病的分类，且每一种《精神疾病诊断与统计手册》与《国际疾病与相关健康问题统计分类》尚存细微差异。现在的版本仍会更新变化，且新版本会包含新型精神疾病，并对原有数据进行重定义。
下表为主要流行的精神疾病。更多訊息参看精神疾病。

## A
- 精神失常（Aberration）
- 急性应激障碍（Acute stress disorder）
- 適應障礙（Adjustment disorder）
- 情感性精神病（Affective disorder ）
- 廣場恐懼症（Agoraphobia）
- 失憶症（Amnesia）
- 懼高症（Acrophobia）
- 焦慮症（Anxiety disorder）
- 心因性厭食症（Anorexia nervosa）
- 反社會人格障礙（Antisocial personality disorder）
- 亞斯伯格症候群（Asperger syndrome）
- 注意力不足過動症（Attention deficit hyperactivity disorder）
- 自閉症（Autism spectrum disorder）
- 逃避性人格障礙（Avoidant personality disorder）
- 自噬（Autophagia）
- 順行性遺忘症（Anterograde amnesia）
- 急性壓力疾患 (acute stress disorder)
- 阿茲海默症 (Alzheimer's disease)
- 病覺缺失症（Anosognosia）
- 天使人症候群（Angelman syndrome）

## B
- 戀獸癖（Bestiality）
- 暴食症（Binge eating disorder）
- 躁鬱症（Bipolar disorder）
- 軀體變形障礙（Body dysmorphic disorder）
- 邊緣性人格障礙（Borderline personality disorder）
- 飲食失調症（Bulimia nervosa）

## C
- 慢性抽動障礙（Chronic tic disorder）
- 兒童心理疾患（Childhood Disorder）
- 晝夜節律性睡眠障礙（Circadian rhythm sleep disorder）
- 品行障礙（Conduct disorder）
- 轉換障礙（Conversion disorder）
- 循環性精神病（Cyclothymia）

## D
- 譫妄（Delirium）
- 震顫性譫妄（Delirium Tremens）
- 妄想症（Delusional disorder）
- 依賴型人格違常（Dependent personality disorder）
- 失實症(Derealization)
- 抑鬱症（Depression）
- 失智症 （Dementia）
- 解離性失憶症（Dissociative amnesia）
- 解離症（Dissociative disorder）
- 解離性障礙（Dissociative fugue）
- 人格分裂（Dissociative identity disorder，DID）
- 低落性情感疾患（Dysthymic disorder）
- 失讀症 （Dyslexia）
- 人格解體 (Depersonalization disorder)
- 書寫表達障礙 (Disorder of written expression)
- 唐氏綜合症 (Down syndrome)
- 心境惡劣障礙 (Dysthymia)

## E
- 情緒障礙（Emotional disorder）
- 癲癇（Epilepsy）
- 裸露癖（Exhibitionism）
- 言語表達障礙（Expressive language disorder）
- 模仿言語（Echolalia）
- 被愛妄想症（Erotomania）

## F
- 女性性功能障礙（Female sexual dysfunction)
- 戀物癖（Fetishism）
- 戀足（Foot fetishism）
- 二聯性精神病（Folie à deux）
- 摩擦癖（Frotteurism）
- 女性性高潮障礙 (Female orgasmic disorders)
- 弗雷格利妄想综合症 (Fregoli delusion)
- 人為疾患 (Factitious disorder)

## G
- 剛塞綜合徵（Ganser syndrome）
- 性別焦虑（Gender dysphoria）
- 廣泛性焦慮症（Generalized anxiety disorder）
- 一般適應綜合症（General adaptation syndrome）

## H
- 表演型人格障礙（Histrionic personality disorder）
- 性慾低下症（Hypoactive sexual desire disorder）
- 疑病症（Hypochondriasis）
- 歇斯底里（Hysteria）
- 亨丁頓舞蹈症 （Huntington's disease）
- 輕度狂躁 (Hypomania)

## I
- 衝動控制失調（Impulse control disorder）
- 間歇性暴怒症（Intermittent explosive disorder）
- 失眠症（Insomnia）
- 竊盜癖（Impulse control disorder）

## J
- 朱伯特氏症候群（Joubert syndrome）

## K
- 科爾薩科夫氏症候群 (Korsakoff's syndrome)
- 克萊恩-萊文症候群 (Kleine–Levin syndrome)

## L
- 學習障礙（Learning disorders）
- 間隙性遺忘 (Lacunar amnesia)

## M
- 多重人格（Multiple personality disorder）
- 孟喬森症候群（Munchausen's syndrome）
- 代理型孟喬森症候群（Munchausen by proxy）
- 數學障礙（Mathematics disorder）
- 智能障礙／學習障礙（Mental retardation／Learning disability）
- 莫吉隆斯症(Morgellons disease)
- 男性性高潮障礙 (Male orgasmic disorders)
- 恐音症 (Misophonia)
- 混合情感狀態 (Mixed affective state)
- 情感障礙 (Mood disorder)

## N
- 自戀性人格異常（Narcissistic personality disorder）
- 猝睡症（Narcolepsy）
- 精神官能症（Neurosis）
- 神經過敏症（Neuroticism）
- 夢魘症（Nightmare disorder）
- 非語文學習障礙（Nonverbal learning disability)
- 神經發展疾患 (Neurodevelopmental disorder)
- 夜間進食症侯群 (Night eating syndrome)
- 異睡症 (Nightmare disorder)

## O
- 強迫症（Obsessive-compulsive disorder）
- 強迫型人格障礙（Obsessive-compulsive personality disorder）
- 夢囈性精神病（Oneirophrenia）
- 性高潮障礙 (Orgasm disorders)
- 物質成癮 (Opioid use disorder)
- 對立反抗症 (Oppositional defiant disorder)
- 健康食品痴迷症 (Orthorexia nervosa)

## P
- 疼痛障礙（Pain disorder）
- 恐慌症（Panic disorder）
- 偏執型人格障礙（Paranoid personality disorder）
- 性慾倒錯（Paraphilias）
- 嗜睡症（Parasomnia）
- 病態賭博（Pathological gambling）
- 戀童癖（Pedophilia）
- 廣泛性發展障礙（Pervasive Developmental Disorder）
- 恐懼症(Phobia)
- 異食癖（Pica）
- 創傷後壓力症候群(Post traumatic stress disorder)
- 產後抑鬱症（Postpartum depression）
- 縱火狂（Pyromania）

## R
- 學習障礙（Reading disorder）
- 蕾特氏症 （Retts disorder）
- 反芻綜合症（Rumination disorder）
- 反應性依附疾患 (Reactive attachment disorder)
- 反覆短暫抑鬱 (Recurrent brief depression)
- 逆行性失憶症 (Retrograde amnesia)

## S
- 類精神分裂人格異常（Schizoid personality disorder）
- 思覺失調症（Schizophrenia）
- 分裂情感性障礙（Schizoaffective disorders)
- 分裂性人格障礙（Schizotypal personality disorder）
- 季節性情绪失调（Seasonal affective disorder）
- 分離焦慮症（Separation anxiety disorder）
- 自我傷害（Self-injury）
- 睡眠障礙（Sleep disorder）
- 夜驚（Sleep terror disorder）
- 夢遊症（Sleepwalking disorder）
- 社交焦慮症（Social anxiety disorder）
- 身心性疾病（somatoform disorder）
- 特殊性發育障礙（Specific developmental disorder）
- 特殊恐懼症（Specific phobia）
- 斯德哥爾摩症候群（Stockholm syndrome）
- 性受虐失調 (Sexual masochism disorder)
- 性施虐症 (Sexual sadism disorder)
- 施虐癖 (Sadism)
- 物質使用疾患 (Substance-related disorder)

## T
- 妥瑞症（Tourette syndrome）
- 抽動障礙（Tic Disorder)
- 戀物性異裝症（Transvestic Fetishism）
- 拔毛癖（Trichotillomania）

## V
- 電玩成癮症（Video game addiction）